# Adolphe Bousquet
Adolphe René Bousquet (ur. 14 sierpnia 1899 w Maraussan, zm. 17 marca 1972 w Béziers) – francuski rugbysta grający na pozycji łącznika ataku, olimpijczyk, zdobywca srebrnych medali w rugby union na igrzyskach w Antwerpii 1920 i w Paryżu 1924.

## Kariera sportowa
W trakcie kariery sportowej reprezentował kluby Stade Piscénois, Racing Club de France oraz AS Béziers Hérault. Jego największym sukcesem klubowym był występ w finale mistrzostw Francji z Racing Club de France w 1920 roku.
Z reprezentacją Francji dwukrotnie uczestniczył w igrzyskach olimpijskich. W turnieju rugby union na Letnich Igrzyskach Olimpijskich 1920 w rozegranym 5 września 1920 roku na Stadionie Olimpijskim spotkaniu faworyzowani Francuzi ulegli reprezentacji USA 0:8. Jako że był to jedyny mecz rozegrany podczas tych zawodów, oznaczało to zdobycie przez nich srebrnego medalu. Wziął również udział w turnieju rugby union na Letnich Igrzyskach Olimpijskich 1924. Wystąpił w jednym meczu tych zawodów – 4 maja Francuzi rozgromili na Stade de Colombes Rumunię 61:3. Wygrywając z Rumunami, lecz przegrywając z USA zajęli w turnieju drugie miejsce zdobywając tym samym srebrne medale igrzysk.
W reprezentacji Francji w latach 1921–1924 rozegrał łącznie 3 spotkania nie zdobywając punktów.